# Émilie Jolie
Pour les articles homonymes, voir Jolie.
Émilie Jolie est un conte musical de Philippe Chatel, arrangé par Jean-Louis Bucchi et sorti en disque en 1979.
Le conte est devenu un classique et une référence comme comédie musicale pour enfants.
Cinq versions officielles différentes ont été enregistrées, en 1979, en 1985, en 1997, en 2002 et en 2018, celles de 1979 et 1997 rassemblant des artistes de la chanson française très connus à l'époque de l'enregistrement.
Une adaptation télévisée a été réalisée en 1980 par Jean-Christophe Averty et une autre pour le cinéma en 2011 par Francis Nielsen et Philippe Chatel.

## Genèse
À l'origine du conte, la fille de Philippe Chatel, Émilie âgée de 4 ans à l'époque, a demandé à son père de lui jouer une chanson avec un lapin bleu, puis une chanson de hérisson,.

## Résumé
Le conteur raconte l'histoire d'Émilie Jolie. Alors que ses parents sont sortis, la petite Émilie est effrayée par le noir, seule dans son lit. Elle trouve un livre d'images sur le sol et y plonge, accompagnée de la voix du conteur (Chanson de la petite fille dans la chambre vide).
Elle se retrouve dans un paysage où tout, absolument tout, est bleu, même le soleil. Elle croise la compagnie des Lapins Bleus, qui ont un problème : chaque fois qu'il pleut et qu'ils prennent froid, ils se mettent à éternuer et deviennent rouges (Chanson de la Compagnie des lapins bleus).
Dans la page suivante, Émilie se retrouve au pied d'un grand arbre plein d'oiseaux. L'un d'entre eux vient vers elle ; la petite fille se présente et lui demande de l'emmener avec lui dans le ciel, ce à quoi il répond qu'elle a encore beaucoup de choses à voir sur terre avant (Chanson d'Émilie et du grand oiseau).
Dans la page suivante, elle rencontre une autruche qui rêve d'être une star de cabaret à Broadway (Chanson de l'autruche).
La petite fille arrive ensuite dans une page sombre et effrayante, celle de la sorcière. Celle-ci est désespérée par sa situation. Elle apparaît méchante aux yeux de tous, mais n'attend pourtant que l'amour d'un prince charmant qui viendra la sauver (Chanson de la sorcière). Émilie lui promet alors de chercher pour elle le prince à travers le livre, avec l'aide du conteur.
Elle tourne la page, et croise un ballet de baleines de parapluies (Chanson des baleines de parapluie). Il lui vient alors une idée. Elle téléphone aux lapins bleus, leur demandant de venir dans la page. Ils arrivent, et elle leur annonce qu'elle a trouvé un moyen pour qu'ils ne deviennent plus rouges, grâce aux parapluies (Reprise de la chanson de la Compagnie des lapins bleus).
Dans la page suivante, elle fait la connaissance d'un hérisson triste car personne ne veut le caresser à cause de ses piquants. Émilie en « fée du livre » décide de le caresser, le rendant heureux (Chanson du hérisson).
Et elle continue son chemin à travers les pages en quête du prince, rencontrant un extra-terrestre, nommé A 440, avec un fort penchant pour la musique dans son vaisseau (Chanson de l'extra-terrestre), un petit caillou abandonné par le Petit Poucet qui se sent seul dans la forêt et qu'elle ramasse pour qu'il l'accompagne dans sa poche (Chanson du petit caillou), un coq et un âne qui se partagent les mots du livre (Chanson du coq et de l'âne), une petite fleur qui ne veut pas finir fanée sous les feuilles et qu'elle cueille pour mettre dans ses cheveux (Chanson de la petite fleur triste) — cette chanson n'est pas présente dans la première version —, un méchant loup maltraité par la mère-grand (Chanson du loup), qu'elle réconforte et réconcilie avec la grand-mère, et enfin un raton-laveur qui rêve d'être coloré (Chanson du raton-laveur-rêveur) à qui elle donne le bleu de ses yeux, le blond de ses cheveux et le rose de ses joues.
Lorsqu'elle tourne la page, elle se retrouve dans une page où tout est blanc, où il y a des grands « F », des grands « I » et des grands « N ». La voilà arrivée à la fin du livre (Chanson du début de la fin).
Mais elle n'a pas trouvé de prince charmant pour la sorcière, et refuse de finir l'histoire tant que ce n'est pas fait. Le conteur décide alors de créer lui-même un prince pour la sorcière, qui n'est pas vraiment parfait car il n'a ni armure ni cheval blanc (Chanson du prince charmant débutant), mais qu'importe. Devant tous les personnages, la sorcière se transforme en princesse. L'histoire peut alors se terminer. Émilie s'endort dans son lit, bercée par le conteur qui lui dit que ses nouveaux amis seront toujours là dans le livre d'images quand elle en aura besoin (chanson finale).

## Les versions successives

### Version studio originale de 1979
La création en 1979 rassemble notamment Georges Brassens, Robert Charlebois, Henri Salvador, Sylvie Vartan, Françoise Hardy, Julien Clerc, Isabelle Mayereau, Alain Souchon, Laurent Voulzy, Louis Chedid, Philippe Chatel, Yves Simon et Eddy Mitchell. Le rôle d'Émilie est interprété par Séverine Vincent âgée de dix ans lors de l'enregistrement. Les arrangements sont de Jean Louis Bucchi, et les séances d'enregistrement ont lieu au Studio Marcadet.
L'album est édité par RCA (réf. PL 37338 ou cassette PK 37338), sous la forme d'un double 33 tours présenté dans une pochette ouvrante (mais sans livret). 
Les illustrations sont d'Henri Galeron, un livre paru en 1980 chez Edition°1  (ISBN 9782863910252) présente des illustrations complètes pour chaque chanson du conte.
Aucun 45 tours (single) issu du conte ne sera commercialisé parallèlement au double 33t (à l'exception de deux 45t « promo », destinés aux radios, l'un avec la chanson du grand oiseau et celle de l'autruche (réf. RCA DB 8465), l'autre avec la chanson de la sorcière et celle du coq et de l'âne (réf. RCA DB 8470). Toutefois, Philippe Chatel publiera trois 45 tours comportant la Chanson d'Émilie Jolie et du grand oiseau : un livre-disque en 1980 (réf. RCA PW 8618) comportant une version en public de cette chanson (issue de son album enregistré à l'Olympia en 1980) et trois autres chansons de Philippe Chatel, chaque chanson étant illustrée par Henri Galeron; un 45 tours en1985 (réf. RCA PB 40145) où il interprète la chanson avec sa propre fille (version qu'on retrouve sur la plupart des compilations de Philippe Chatel) ; et en 1988 un 45 tours en duo avec Sophie Duez (réf. Carrere 14570).

En novembre 1980 toutefois, la chanson d'Émilie Jolie et du grand oiseau est reprise sur un 45 tours 4 titres de Julien Clerc (reprenant aussi trois autres chansons de son répertoire "ça fait pleurer le Bon Dieu" (sortie initialement en 1973), "Quand je joue" (Sortie initialement en 1980 sur son album "Clerc Julien" sorti quelques mois plus tôt) et "Le patineur" (sortie initialement en 1972), 45 tours sorti chez Pathé-Marconi EMI et dont la pochette en carton comprend un livret reprenant les paroles de chacune des chansons illustrées de dessins. (Réf. : 2 C 010-72285 PM 001).
Le conte rencontre un grand succès, au point d'avoir eu une influence sur la popularité du prénom Émilie en France : celui-ci a été donné à 11 885 petites filles en 1980, contre 5 074 seulement en 1979.

#### Rééditions de la version de 1979
Une première édition sur disque compact est commercialisée en 1985 par RCA (ré. PD 37338). Elle comprend 29 pistes, les textes de transition étant délimités comme des pistes distinctes.
L'édition CD de 1995 (réf. RCA 743 213 290 92), annoncée "remasterisée", comprend 19 pistes, les textes de transition étant inclus à la fin de chaque piste de chanson, ce qui permet un accès direct au début de ces dernières. Un bonus occupe la 19e piste : Chanson de l'autruche, par Diane Dufresne. Il s'agit de la version de cette chanson enregistrée pour l'adaptation télévisée du conte en décembre 1980, jusque-là jamais éditée sur support audio.
En 2009, une version remixée (les bandes multipistes originelles, nécessaires pour cette opération, ayant pu être localisées) à l'occasion du trentième anniversaire est éditée par Sony Music. En plus de la Chanson de l'autruche par Diane Dufresne, le disque inclut un nouveau bonus : un extrait de la séance d'enregistrement de la Chanson du hérisson, intitulé Brassens se trompe.
Enfin, en 2018, les éditions Gautier-Langereau rééditent l'enregistrement d'origine (tel que remixé en 2009) sous forme d'un livre-CD grand format. La maquette est entièrement refaite, avec de nouvelles illustrations d'Éric Puydabert.

### Version scénique de 1985
La première adaptation scénique officielle d'Émilie Jolie eut lieu en 1985, avec une mise en scène de Robert Fortune, d'abord au Cirque d'hiver de Paris, puis au Casino de Paris. Deux nouveaux personnages y font leur apparition : l'horloge (jouée par Ginette Garcin) et le facteur temps. Les apports dramaturgiques les plus notables de cette première version scénique sont les interventions récurrentes de l'horloge et de la sorcière, cette dernière extériorisant sa frustration en jetant des sorts à la plupart des personnages du conte. La Chanson des baleines de parapluie est augmentée de nouveaux couplets, et c'est l'horloge qui chante le début de la Chanson du début et de la fin.
Un double 33 tours contenant uniquement les chansons du spectacle (sans les textes de transition) est édité sur le label Magnetic Records (réf. 2404573, ou cassette 2404579) ainsi qu'un 45 tours.

### Version studio de 1997
En 1997, la reprise rassemblait Alain Bashung, Jacques Dutronc, Johnny Hallyday, Maurane, Zazie, Florent Pagny, Étienne Daho, Lara Fabian, Axelle Red, Alain Chamfort, Philippe Chatel, Danielle Darrieux, Michel Fugain, Khaled, Art Mengo et Arnold Turboust.
Le disque était produit par Polydor France (réf. 539 281-2), sous la direction de Varda Kakon, et enregistré et mixé par Patrice Kung au Studio Marcadet.
Une réédition sortie en 1999 (réf. Polydor 543 210-2) comporte un titre bonus, la Chanson d'Émilie Jolie et du grand oiseau interprétée en duo par Philippe Chatel et Lara Fabian, ainsi qu'un deuxième CD avec les versions instrumentales des chansons et un livret de 22 pages contenant les paroles des chansons et illustré par Nadine Forster. On retrouve le premier CD avec le titre bonus sur la réédition de 2002 (réf. Universal Licensing Music (ULM) – 559 042-2) et dans le coffret L'essentiel des albums originaux de Philippe Chatel paru en 2022.

### Version scénique de 2002
En 2002, Philippe Chatel et Jean-Marc Ghanassia conçoivent une version enrichie du spectacle, bien plus théâtralisée, avec de nouveaux personnages, créée au Théâtre Mogador, puis jouée au Grand Rex.
Les arrangements musicaux et la direction musicale étaient de Philippe Gouadin. (Basse/Contrebasse : Marc Vullo, Guitares : Benoît Chanez, Batterie : Hubert Motteau, Sax ténor, sax alto, trompette et clarinette : Julien Duchet, Piano, claviers, Chœurs, réalisation : Philippe Gouadin). On notera que Salvatore Ingoglia et Émilie Benoît reprennent respectivement les rôles du hérisson et de la sorcière qu'ils tenaient en 1985.
Un enregistrement public est produit et sort en double CD sous le label Universal Music - Mercury Records (réf. 066 667-2).
Une captation du spectacle est publiée sur DVD en 2003 (réf. Universal Licensing Music (ULM) – 038 394-9), avec, en bonus, La véritable histoire d' Emilie Jolie, qui retrace la création du conte depuis la toute première version, avec des documents d'archives et des interventions de plusieurs des artistes y ayant participé, un making-of du spectacle intitulé Dans les coulisses d'Emilie Jolie et une chanson inédite intitulée Evidemment, Evidemment.

### Version scénique de 2017
En 2017, une nouvelle version du spectacle est créée avec Bruno Desplanche, Djamel Mehnane, Elodie Guezou, Emmanuelle Bouaziz, Florence Pelly, Gloria, Mtatiana dans une mise en scène de Laurent Serrano. Elle est jouée au théâtre Le Comédia à Paris du 21 octobre 2017 au 7 janvier 2018. Le rôle d'Émilie Jolie est interprété en alternance par 3 jeunes artistes : Gloria (membre des Kids United), Zoé Vanhoutte Poggi, et Johanna Serrano.
Un album enregistré en public est produit par Onze-Pomme Music et sort en 2018 (réf. 43694953712).

## Chansons et interprètes
| N° | Chanson                                                | Rôle                        | version 1979                    | version 1985 | version 1997                    | Version 2002                                                                                  | version 2017                                                                                                 |
| -- | ------------------------------------------------------ | --------------------------- | ------------------------------- | --- | ------------------------------- | --------------------------------------------------------------------------------------------- | --- |
| 01 | Prologue                                               | le conteur                  | Henri Salvador                  | Pascal Greggory | Jacques Dutronc                 |                                                                                               | Bruno Desplanche                                                                                             |
| 02 | Chanson de la petite fille dans la chambre vide        | le conteur                  | Henri Salvador                  | Pascal Greggory | Jacques Dutronc                 | Hubert Forest                                                                                 | Bruno Desplanche                                                                                             |
| 03 | Chanson de la Compagnie des lapins bleus               | le lapin bleu               | Robert Charlebois               | Francis Boulogne | Michel Fugain                   | Salvatore Ingoglia                                                                            | Djamel Mehnane                                                                                               |
| 04 | Chanson de l'horloge (version 1985)                    | l'horloge                   |                                 | Ginette Garcin | -                               |                                                                                               | |
| 05 | Chanson d'Émilie Jolie et du grand oiseau              | le grand oiseau             | Julien Clerc                    | Gilles Janeyrand | Johnny Hallyday                 | Andy Cocq                                                                                     | Vincent Heden                                                                                                |
|    |                                                        | Émilie Jolie                | Séverine Vincent                | Raphaëlle Spencer (scène + LP), Edwige Navarro (scène + TV), Vanessa Zaouipuis, au Casino de Paris : Alexandra Pailly | Natacha Boulenger               | Gaëlle Gauthier (scène + CD), Alice Herbillon (scène + DVD), Amélie Saimpont (scène + single) | Gloria Palermo de Blasi, Zoé Vanhoutte Poggi, Johanna Serrano.                                               |
| 06 | Chanson de l'autruche                                  | l'autruche                  | Sylvie Vartan                   | Gay Marshall | Maurane                         | Judy Cehmm                                                                                    | Emmanuelle Bouaziz                                                                                           |
| 07 | Chanson de la sorcière                                 | la sorcière                 | Françoise Hardy                 | Emilie Benoît | Axelle Red                      | Emilie Benoit                                                                                 | Mtatiana |
| 08 | Chanson des baleines de parapluie                      | la baleine de parapluie     | Isabelle Mayereau               | Elisabeth Conquet | Zazie                           |                                                                                               | Elodie Guezou, Emmanuelle Bouaziz, et Mtatiana                                                               |
| 09 | Reprise de la chanson de la Compagnie des lapins bleus | le lapin bleu               | Robert Charlebois               | Francis Boulogne | Michel Fugain                   | Salvatore Ingoglia                                                                            | |
| 10 | Quelque chose pour toi                                 | Émilie Jolie                | -                               | - | -                               |                                                                                               | Zoé |
| 11 | Chanson du hérisson                                    | le hérisson                 | Georges Brassens                | Salvatore Ingoglia | Khaled                          | Salvatore Ingoglia                                                                            | Djamel Mehnane                                                                                               |
| 12 | Chanson de l'horloge                                   | l'horloge                   |                                 | - | Danielle Darrieux               | Lucienne Troka                                                                                | Florence Pelly                                                                                               |
| 13 | Chanson de l'extra-terrestre                           | A 440 l'extra-terrestre     | Bernard Paganotti               | Benoît Bauduin | Philippe Chatel                 | Andy Cocq                                                                                     | Vincent Heden                                                                                                |
| 14 | Chanson du petit caillou                               | le petit caillou            | Yves Simon                      | Gay Marshall | Alain Chamfort                  | Nathanel Marie-Angelique                                                                      | Elodie Guezou                                                                                                |
| 15 | Chanson du coq et de l'âne                             | le coq et l'âne             | Alain Souchon et Laurent Voulzy | Benoît Bauduin et Gilles Janeyrand                                                                                    | Arnold Turboust et Étienne Daho | -                                                                                             | - |
| 16 | Chanson de la petite fleur triste                      | la petite fleur triste      | -                               | - | Lara Fabian                     | Julie Herbillon                                                                               | - |
| 17 | Chanson du loup                                        | le loup                     | Eddy Mitchell                   | Christian Bruster | Alain Bashung                   | Andy Cocq                                                                                     | - |
|    |                                                        | la grand-mère               | Raymonde Vattier                | | Danielle Darrieux               | Nathanel Marie-Angelique                                                                      | - |
| 18 | Chanson du raton-laveur-rêveur                         | le raton-laveur             | Louis Chedid                    | Didier Riey et Ruggiero Chubar                                                                                        | Art Mengo                       | -                                                                                             | Bruno Desplanche, Djamel Mehnane, Elodie Guezou, Emmanuelle Bouaziz, Florence Pelly, Mtatiana, Vincent Heden |
| 19 | Chanson du début de la fin                             | le conteur                  | Henri Salvador                  | Pascal Greggory | Jacques Dutronc                 | Hubert Forest                                                                                 | Bruno Desplanche, Djamel Mehnane, Elodie Guezou, Emmanuelle Bouaziz, Florence Pelly, Mtatiana, Vincent Heden |
|    |                                                        | la sorcière                 | Françoise Hardy                 | Emilie Benoît | Axelle Red                      | Emilie Benoit                                                                                 | Bruno Desplanche, Djamel Mehnane, Elodie Guezou, Emmanuelle Bouaziz, Florence Pelly, Mtatiana, Vincent Heden |
| 20 | Chanson du prince charmant débutant                    | le prince charmant débutant | Philippe Chatel                 | Pascal Greggory | Florent Pagny                   | Hubert Forest                                                                                 | Vincent Heden                                                                                                |
| 21 | Chanson finale                                         | le conteur                  | Henri Salvador                  | Pascal Greggory | Jacques Dutronc                 | Hubert Forest                                                                                 | Bruno Desplanche                                                                                             |
| 22 | Rire d'Émilie                                          | -                           | Émilie Chatel                   | | (idem 1979)                     |                                                                                               | |

## Adaptations

### Théâtre
Le conte a été adapté pour la première fois au théâtre en 1984 dans une mise en scène de Robert Fortune et monté au Cirque d'Hiver, puis au Casino de Paris, en 1986 et 1987 avec Émilie jolie interprétée par Alexandra Pailly et Anne Poliakoff,avec notamment Pascal Greggory dans le rôle du conteur et Ginette Garcin dans celui de l'horloge. Un double 33 tours contenant uniquement les chansons du spectacle (notamment celles de l'Horloge et du Facteur Temps, absents de la version originale) a été publié.
Le spectacle a été repris, dans une mise en scène de Philippe Chatel en 2002 au Théâtre Mogador, avec Amélie Saimpont, puis au Grand Rex, puis en tournée dans tous les Zénith de France, puis dans les théâtres. La tournée s'est achevée le 31 janvier 2005. Elle a rassemblé plus de 600 000 spectateurs. Le DVD du spectacle s'est vendu à 129 000 exemplaires. Les ventes des deux versions discographiques confondues atteignent deux millions d'exemplaires.
Dans les années 2000, le spectacle est repris dans la France entière par des associations, notamment Spectacul'art, des écoles de musique, de danse, etc.
Une quatrième tournée a lieu en 2017 et 2018 avec Laurent Serrano à la mise en scène. Émilie Jolie est incarnée en alternance par Gloria de Kids United, Zoé Vanhoutte Poggi (en alternance) et Johanna Serrano (The Voice). On retrouve également Vincent Heden

### Télévision
Une adaptation télévisée du conte, réalisée par Jean-Christophe Averty, est diffusée sur la chaîne française Antenne 2 pour Noël en 1980. La bande son est strictement celle du double album de 1979, les interprétations, y compris pour les textes de transition, étant intégralement réalisées en playback. Exception notable, Diane Dufresne reprend le rôle de l'autruche, avec un nouvel enregistrement, Sylvie Vartan n'étant pas disponible au moment du tournage. Le personnage d'Émilie Jolie est joué par Virginie Verriere, mimant les chansons et textes par-dessus la voix originale de Séverine Vincent.
Vanessa Paradis fait sa première apparition à la télévision à L'École des fans en interprétant La Chanson d'Émilie et du grand oiseau le 3 mai 1981.

### Cinéma
Une adaptation de la comédie musicale en long métrage d'animation, Émilie Jolie, est réalisée en 2011 par Francis Nielsen et Philippe Chatel ; sa sortie en France a eu lieu le 19 octobre 2011.